# Rezerwat przyrody Las Jaworski
Rezerwat przyrody Las Jaworski – florystyczny rezerwat przyrody położony na terenie gminy Wierzbno, w powiecie węgrowskim, we wschodniej części województwa mazowieckiego. Rezerwat został utworzony w celu zachowania łęgów wiązowo-jesionowych i grądów oraz łąk śródleśnych wraz ze stanowiskami gatunków zagrożonych i chronionych.

## Opis
Rezerwat przyrody Las Jaworski utworzony został 2 marca 2015 na mocy zarządzenia Regionalnego Dyrektora Ochrony Środowiska w Warszawie z dnia 10
lutego 2015. Powierzchnia rezerwatu wynosi 23,49 ha i obejmuje głównie obszar leśny. Właścicielem gruntów jest Skarb Państwa. Teren podlega administracji Regionalnej Dyrekcji Lasów Państwowych w Warszawie, Nadleśnictwo Siedlce.

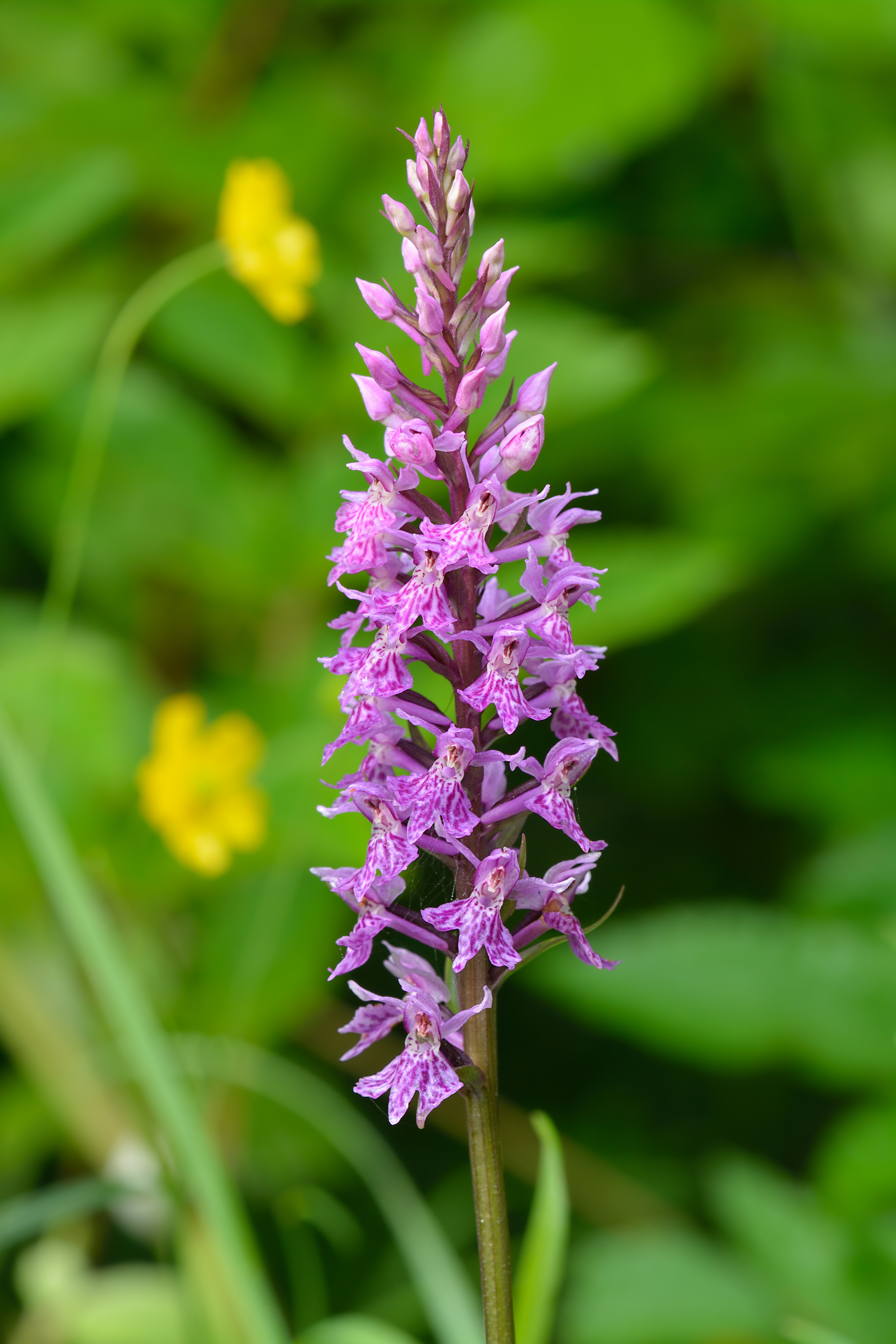
Kukułka Fuchsa

Ważnymi składowymi szaty roślinnej są zbiorowiska grądowe. W wyżej położonych częściach rezerwatu przeważa grąd typowy, w drzewostanie którego dominują graby, w najniżej położonych strefach występuje wilgotniejszy i żyźniejszy grąd kokoryczowy. W jego składzie znajdują się klony zwyczajne, dęby szypułkowe i lipy drobnolistne. W części runa występują: przytulia leśna, zerwa kłosowa i gwiazdnica wielkokwiatowa. Obecne są również zbiorowiska grądowe porośnięte przez gatunki ciepłolubne, charakterystyczne dla stref borowych. W rezerwacie znajdują się również zbiorowiska łęgu wiązowo-jesionowego, rosnące wzdłuż brzegów cieku wodnego przebiegającego przez środkową część rezerwatu, a także śródleśne łąki wilgotne i świeże, o szerokim zakresie wilgotności, stanowiące obszar występowania cennych gatunków flory.
Wśród 260 gatunków roślin znajdują się objęte ochroną, m.in.: kukułka Fuchsa, mieczyk dachówkowaty i pełnik europejski. W rezerwacie występuje 7 gatunków ssaków i 21 ptaków.